# 橋本幸一
橋本 幸一（はしもと こういち、1969年1月13日 - ）は、日本の元サッカー選手。現役時代のポジションはMF。引退後は、サッカー選手の代理人を務めている。

## 経歴
1984年、ブラジルに渡りキンゼ・デ・ジャウーの入団テストに合格し入団。5月には、タッサ・サンパウロ・デ・インファンチュウ（14歳～15歳までのブラジル全国大会）に、10番の背番号をつけて出場。ベスト8入りを果たす。
同チームは、1986年4月。サンパウロ州地方大会で金メダル。6月にジュベニール選手権ベスト4入りを果たす。1987年、3月にカンピオンエス・カンピンエス（チャンピオンリーグ）にて優勝。同年、8月、サンパウロ州選手権プロリーグ、対ジュベントス初出場、初アシストを果たす。
1988年にブラジルのプロサッカーの登竜門である、タッサ・サンパウロ・デ・ジュニオールに出場。その後、地方プロリーグを経験する。
1993年12月に念願であった、ブラジル最高峰チームのコリンチャンス・パウリスタに入団を果たす。日本人としては初めてであり、マスコミ的にも話題になる。
1994年4月、武田薬品アリナミンVのコマーシャルのメインキャラクターに起用される。
1995年7月から12月まで、Jリーグ・柏レイソルに所属。同年、柏レイソルを退団後、ブラジルに戻り、再びブラジルでのプロリーグを目指し、カルデンセなどの地方プロリーグでプレイを続ける。
2001年1月ブラジル・パラナ州1部リーグパラナ・クラブに入団。同州選手権に、レギュラー選手として活躍。ブラジル南部の各州の4大人気チーム（インテルやクルゼイロなど）が参加する有名カップ戦、コパ・スーミナス選手権出場。
2002年6月プロ選手として引退する。
現役引退後は、ブラジルからサッカー選手を派遣する会社のオーナーとなっている。
ブラジルに渡ってプロサッカー選手をしている彼をイメージキャラクターとしたドラマ『オレたちのオーレ!』においてテクニカルアドバイザーとして、主演の俳優である、大鶴義丹に技術指導。その後、同氏とは長年の親交がある。
また、同ドラマへの出演を機に大鶴義丹と結婚（後に離婚）したマルシアとも親交が深い。
引退後、サッカー知識とポルトガル語を活かし、ブラジルサッカー選手をJリーグに移籍させるエージェント『BBAプロモーション』の代表取締役となる。多数のブラジルサッカー選手を日本に移籍させており、代表的な選手は清水エスパルスやガンバ大阪で活躍したアラウージョである。
2007年、ブラジルで日本人として初めて、ブラジルサッカー協会公認 (CBF) のエージェント免許を所得している。

## 所属クラブ
- 1981-1983  三菱養和SC（玉川学園中等部）
- 1984-1989 キンゼ・デ・ジャウー
- 1990-1992 セントラルSC
- 1993-1994  SCコリンチャンス・パウリスタ
- 1995  柏レイソル
- 1997  福島FC
- 1999  ジュアゼイロSC（ポルトガル語版）
- 2001  パラナ・クルーベ
- 2001-2002  サンタクルスFC
- 2002-2003  AAルジアニア

## 個人成績
| 国内大会個人成績 | 国内大会個人成績 | 国内大会個人成績 | 国内大会個人成績 | 国内大会個人成績 | 国内大会個人成績 | 国内大会個人成績 | 国内大会個人成績  | 国内大会個人成績 | 国内大会個人成績 | 国内大会個人成績 | 国内大会個人成績 |
| 年度             | クラブ           | 背番号           | リーグ           | リーグ戦         | リーグ戦         | リーグ杯         | リーグ杯          | オープン杯       | オープン杯       | 期間通算         | 期間通算         |
| 年度             | クラブ           | 背番号           | リーグ           | 出場             | 得点             | 出場             | 得点              | 出場             | 得点             | 出場             | 得点             |
| 日本             | 日本             | 日本             | 日本             | リーグ戦         | リーグ戦         | リーグ杯         | リーグ杯          | 天皇杯           | 天皇杯           | 期間通算         | 期間通算         |
| ---------------- | ---------------- | ---------------- | ---------------- | ---------------- | ---------------- | ---------------- | ----------------- | ---------------- | ---------------- | ---------------- | ---------------- |
| 1995             | 柏               | -                | J                | 0                | 0                | -                | -                 |                  |                  |                  |                  |
| 通算             | 日本             | 日本             | J                | 0                | 0                | 0                | 0\|\|\|\|\|\|\|\| |                  |                  |                  |                  |
| 総通算           | 総通算           | 総通算           | 総通算           | 0                | 0                | 0                | 0\|\|\|\|\|\|\|\| |                  |                  |                  |                  |

## CM出演
- 武田薬品工業 - アリナミンV (1994)